# Placidochromis johnstoni
Placidochromis johnstoni es una especie de peces de la familia Cichlidae en el orden de los Perciformes.

## Morfología
Los machos pueden llegar alcanzar los 20 cm de longitud total.

## Distribución geográfica
Se encuentra en el lago Malawi, en el lago Malombe y el curso superior del río Shire (África Oriental ).